# Guipry
Guipry is een plaats en voormalige gemeente in Frankrijk, in Bretagne. Guipry is op 1 januari 2016 gefuseerd met de gemeente Messac tot de gemeente Guipry-Messac.

## Geografie
De oppervlakte van Guipry bedraagt 50,5 km².
De onderstaande kaart toont de ligging van Guipry met de belangrijkste infrastructuur en aangrenzende gemeenten.

## Demografie
Onderstaande figuur toont het verloop van het inwonertal, bron: INSEE-tellingen. 